# Ovínio Paterno
Ovínio Paterno (em latim: Ovinius Paternus) foi um oficial romano do século III, ativo sob o imperador Probo (r. 276–282). Nada se sabe sobre sua vida, exceto que, em 281, após permanecer por pouco tempo na posição de procônsul na Ásia ou África, tornar-se-ia prefeito urbano de Roma. Talvez possa ser associado aos cônsules homônimos de 267 ou 269. Também é possível associá-lo a um Paterno descrito numa inscrição fragmentada como cônsul ordinário, homem dos epulões, curador da via Ápia, procônsul da Ásia ou África e prefeito urbano.